# Quartier de la Maison-Blanche
Quartier de la Maison-Blanche är Paris 51:a administrativa distrikt, beläget i trettonde arrondissementet. Distriktet är uppkallat efter den före detta byn Maison-Blanche.
Trettonde arrondissementet består även av distrikten Salpêtrière, Gare och Croulebarbe.

## Sevärdheter
- Sainte-Anne de la Butte-aux-Cailles
- Cité florale
- Butte-aux-Cailles
- Poterne des Peupliers
- Piscine de la Butte-aux-Cailles
- Place de l'Abbé-Georges-Hénocque
- Square Paul-Grimault
- Jardin du Moulin-de-la-Pointe–Paul Quilès

## Bilder
| - De fyra administrativa distrikten i Paris trettonde arrondissement. - Cité florale. - Piscine de la Butte-aux-Cailles. - Jardin du Moulin-de-la-Pointe–Paul Quilès. |

## Kommunikationer
- Tunnelbana – linje  – Corvisart